# Gerrit Groenewegen

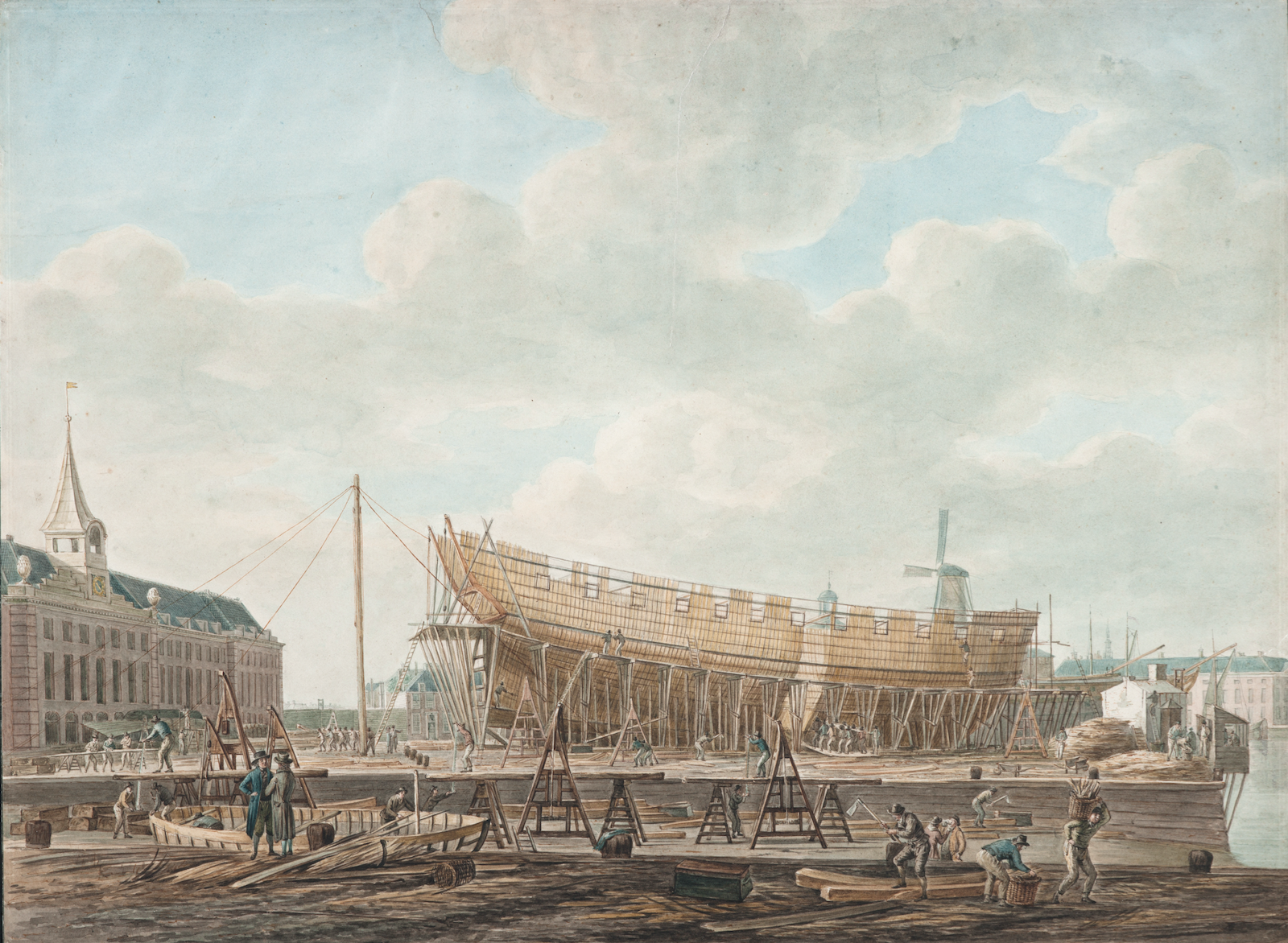
Marinewerf

Gerrit Groenewegen' (Rotterdam, 16 oktober 1754 - 7 augustus 1826) was een Nederlands tekenaar en schilder van schepen.

## Leven
Gerrit Groenewegen is geboren te Rotterdam op 16 oktober 1754. Zijn vader was de scheepstimmerman Dirk Groenewegen, waarschijnlijk werkzaam op een van de scheepswerven aan de Rotterdamse Zalmhaven. Gerrit koos aanvankelijk het beroep van zijn vader, maar door een ongeluk – hij kwam met zijn been onder een nog niet geheel gesloten ophaalbrug – verloor hij een deel van zijn rechterbeen en daarmee zijn werk als scheepstimmerman. Hij legde zich toe op tekenen en schilderen, waarbij havens en schepen zijn favoriete onderwerpen waren. Het het grootste deel van zijn oeuvre kwam in Rotterdam en omgeving tot stand.
Vrijwel zijn hele leven woonde Groenewegen in Rotterdam ‘buiten de Schiedamse poort’, tegenwoordig de Westzeedijk. Een korte periode verbleef hij in het Oudemannenhuis in het Proveniershuis aan de Schie, waar hij op 27 mei 1819 werd ingeschreven en op 28 april 1821 zijn testament opstelde. In 1824 heeft hij, met zijn bed en een kleine uitkering, het Oudemannenhuis verlaten. Op 7 augustus 1826 overleed hij in het huis van zijn ‘gebuur’ Adriaan van Bakel, ‘buiten de Schiedamse poort’.

## Werk

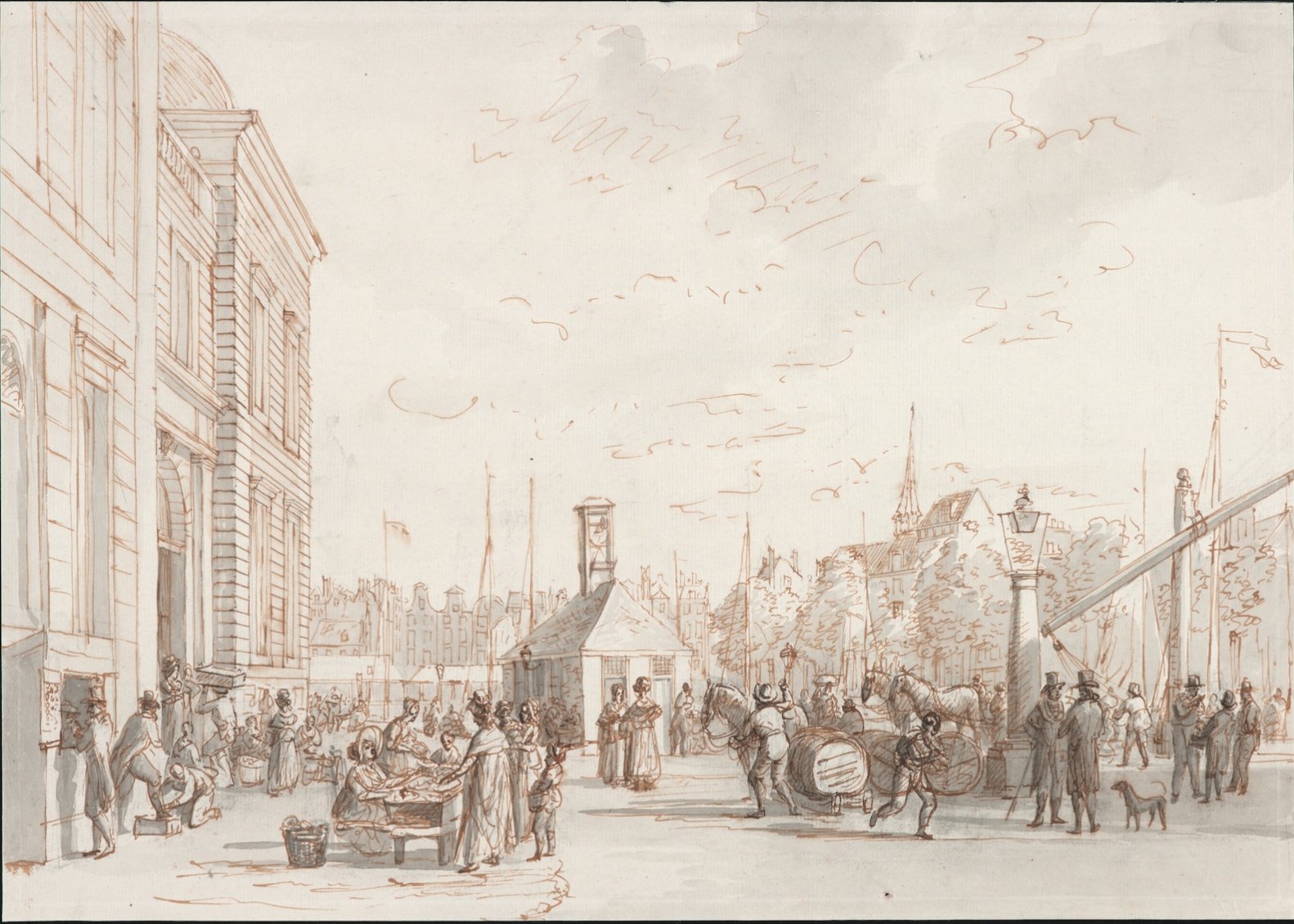
Beursplein

Een probleem met het werk van Gerrit Groenewegen is dat het dikwijls niet gesigneerd en ongedateerd is. Veel toeschrijvingen berusten op zijn tekenstijl en op de afgebeelde onderwerpen. In de tentoonstellingscatalogus Gerrit Groenewegen. Tekenaar van Rotterdam, 1754-1826 (Gemeentelijke Archiefdienst Rotterdam, 1976) is geprobeerd met behulp van watermerken, vergelijking met ongetwijfeld aan Groenewegen toe te schrijven tekeningen en prenten en de herkomst van zijn werken tot meer zekerheid omtrent zijn auteurschap en datering te komen, maar desondanks blijft er op dit punt veel onzekerheid bestaan. Wel kwam hierbij aan het licht dat Groenewegen verscheidene keren in opdracht van een verzamelaar een serie van drie of vier fraai uitgewerkte tekeningen in kleur heeft vervaardigd.
Een aantal van dergelijke series is gereconstrueerd, waarbij bleek dat zij soms een vaste samenstelling hadden, bijvoorbeeld van twee Maasgezichten, een gezicht in de Oudehaven en een gezicht in de Leuvehaven. In enkele gevallen is het ook gelukt met enige zekerheid de opdrachtgever of althans een vroege eigenaar op te sporen. Gevolg van Groenewegens werkwijze was dat van één Maas- of havengezicht een aantal tekeningen kan zijn overgeleverd.
Het vroegst bekende gedateerde werk van Gerrit Groenewegen is een gravure van Robbert Muys naar een tekening van Gerrit Groenewegen, voorstellend de ruïnes na een brand in de Rotterdamse Pottebakkerssteeg in maart 1779. Robbert Muys was een broer van de Rotterdamse kunstenaar Nicolaes Muys (1740 – 1808) die Groenewegens leermeester was. In 1782 maakten meester en leerling allebei een schilderij vanaf hetzelfde standpunt bij de Zeevismarkt, Muys van de Blaak (nu in Museum Rotterdam) en Groenewegen van de Leuvehaven (nu in Maritiem Museum Rotterdam).
Van Groenewegen zijn niet veel olieverven bekend, de meeste zijn in particulier bezit. Het grootste deel van zijn werk bestaat uit tekeningen in diverse technieken, gravures en etsen. Zeer bekend is zijn Verscheide soorten van Hollandse vaartuigen, geteekent en gesneeden door G. Groenewegen,  bestaand uit zeven katerns van 12 prenten met afbeeldingen van de destijds bekende typen zee-, binnenvaart- en vissersschepen. De serie verscheen in de periode 1786 - 1801.

Groenewegens werk is van groot belang voor de kennis van schepen in de decennia rond 1800 en van de topografie van Rotterdam in die periode, voornamelijk voor wat betreft de havenbuurten. De stoffage van zijn topografische tekeningen en bijvoorbeeld zijn markttaferelen geven ook een beeld van het dagelijks leven voor zover zich dat op straat afspeelde, maar ook van het werk op de scheepswerven. 

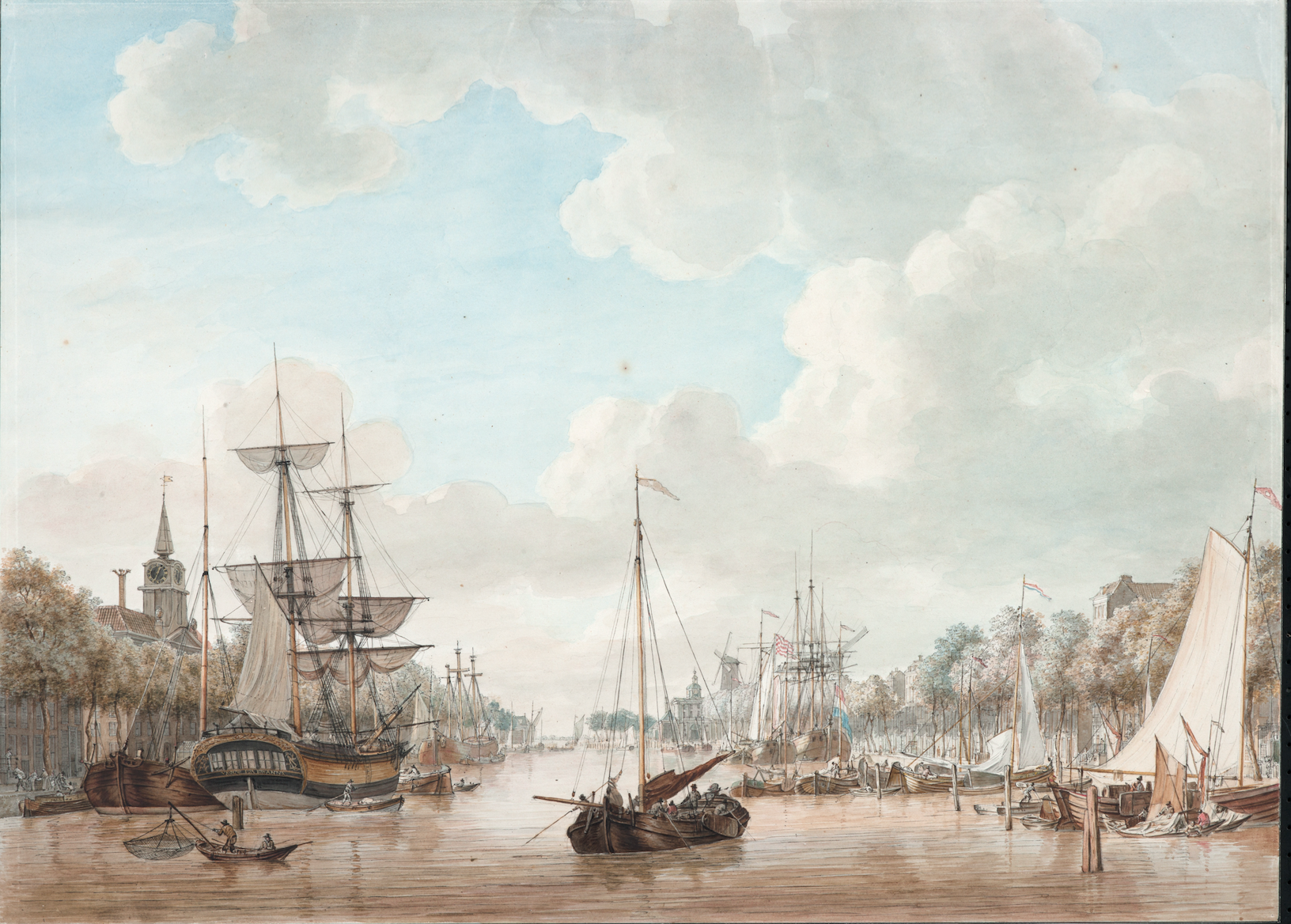
Leuvehaven

Op een aantal van zijn tekeningen en prenten kan ook de politieke toestand van zijn tijd worden opgemerkt. Een vlootparade ter ere van het bezoek van een Engelse gezant in 1787, een Oranjegezinde demonstratie van scheepstimmerlieden in 1788, schepen die onder de vlag van neutrale staatjes voeren om in de Franse tijd de Engelse blokkade te omzeilen zijn hiervan voorbeelden. Zelden dragen de afgebeelde schepen een naam, maar een heel bijzonder geval is de tekening met de in de Leuvehaven gemeerde brik ‘Ida Johanna’. Deze komt ook op enkele andere tekeningen voor, maar dan naamloos. Bekend is dat dit schip met kapitein Veder onder Deense vlag een reis naar de Middellandse zee gemaakt heeft, maar ondanks deze vermomming door de Engelsen werd gekaapt en verbeurd verklaard. De tekening met de ‘Ida Johanna’ in het Stadsarchief Rotterdam komt uit het bezit van de koopman en verzamelaar Gerrit van der Pals, die mogelijk ook Groenewegens opdrachtgever was. Ook enkele tekeningen met de ‘Ida Johanna’ zijn in particulier bezit.

## Musea en archieven
Veel van Groenewegens tekeningen, ongeveer 150 bladen, worden bewaard in het Stadsarchief van Rotterdam. Daarnaast komt veel van zijn werk voor in maritieme musea in Amsterdam, Rotterdam en in het buitenland, in Museum Rotterdam, Museum Boijmans van Beuningen en Atlas van Stolk in Rotterdam, Museum Huis van Gijn in Dordrecht en het Rijksprentenkabinet in Amsterdam. Ook zijn schilderijen, tekeningen en prenten van Groenewegen in particulier bezit.